# Centrale thermique de Taketoyo
La centrale thermique de Taketoyo est une centrale thermique dans la préfecture d'Aichi au Japon.